# 三フッ化ヨウ素
三フッ化ヨウ素（さんフッかヨウそ、iodine trifluoride）は化学式が IF3 で表される、ヨウ素とフッ素からなるハロゲン間化合物である。−28 ℃で分解する不安定な物質であり、製造時には五フッ化ヨウ素に分解してしまわないよう注意を要する。

## 反応
トリクロロフルオロメタンの存在下の−45 ℃で、フッ素とヨウ素を反応させて得られる。また、下記のように低温下でヨウ素と二フッ化キセノンとの反応により製造することもできる。
{\displaystyle {\ce {I2\ + 3XeF2 -> 2IF3\ + 3Xe}}}
非常に不安定な物質であるため、性質については知られていないことも多い。

## 構造
他の三フッ化ハロゲンである三フッ化塩素や三フッ化臭素と同様、T字形の構造をしている。ヨウ素原子からは2つの孤立電子対が出ている。ヨウ素からの距離は、アキシアル位のフッ素が198 pm、エクアトリアル位のフッ素が187 pm。アキシアル位とエクアトリアル位との角度は80.1°となっている。

## 性質
−28 ℃以下では安定しているが、それ以上の温度ではヨウ素と五フッ化ヨウ素とに分解する。フッ素化剤としての性質を持つが、その能力は三フッ化塩素や三フッ化臭素より弱い。低温状態で、トリクロロフルオロメタンの存在下でヨウ素と反応させることにより一フッ化ヨウ素を生じる。
{\displaystyle {\ce {IF3\ + I2 ->3IF}}}

## 歴史
1960年に、マルティン・シュマイサーにより初めて合成された。